# 安炳茂
安炳茂（1922年6月23日—1996年10月19日）是韓國新約學者，也是民眾神學的創始人。

## 簡介
安炳茂出生於平安南道，是一位傳統醫生的長子。在他一歲的時候，他的家人逃離了日本殖民的朝鮮，來到了滿洲。他在小學時接觸了基督教，並進入了一所由加拿大長老會教會開辦的中學。1941年，他前往日本，在大正大學、早稻田大學攻讀社會學和哲學。儘管這被打斷了，但他在首爾國立大學繼續修讀社會學和副修宗教學（1946-1950）。他曾在中央神學院擔任講師，教授社會學和古希臘語，在那裡他對魯道夫·布爾特曼的作品產生了興趣。隨後，他在海德堡大學攻讀博士學位（1956-1965），在布爾特曼的學生岡瑟·博爾卡姆（Günther Bornkamm）的指導下，完成了一篇關於《孔子與耶穌的愛》的論文。 
安炳茂於1965年回到韓國，先後在中央神學院、延世大學、韓國神學院、阪神大學任教。1976年，因參與民主運動，他兩次被免教職併入獄。 

## 民眾神學
1970年11月13日是韓國民眾運動的轉折點，年輕勞工全泰壹和他的同事一起上街示威，抗議他們被迫忍受非人道的工作環境。當遭到警察的暴力阻擋時，全泰壹把汽油潑在身上，引火自焚。全泰壹的自焚使安炳茂的人生有了新的方向。韓國民眾解放運動進入新階段，民眾神學呼之欲出。
作為民眾神學的創始人物，安炳茂早在1972年就以「耶穌與民眾」為主題發表了論述。在這篇論文中，他認為民眾的苦難不是個人的，而是集體的。他認為，在馬可福音中，耶穌總是站在民眾一邊，即被邊緣化和非人化的「人群」。安相信德國的歷史批判釋經忽略了民眾的位置，然而耶穌的事工卻專注於與這些邊緣化的人群一起創造上帝的國度。 
安炳茂將他對於耶穌和民眾高度親密關系的洞見引入韓國的工業社會門訓運動中。 在1970年代，學生基督徒運動的成員進入工廠和鄉村，與勞工和農民一起生活、一起工作。安炳茂的信條「在民眾的受難中，我們遇見受難的基督」，強調基督「與人民同死」，多於「為人民而死」。就像耶穌基督存在於民眾中，教會必須與他們「同在」。

## 作品
- Ahn, Byung-Mu.  (PDF). SBL Press. 2019  [2023-04-06]. ISBN 978-1-62837-257-1. （原始内容存档 (PDF)于2022-09-23） （英语）.
- Ahn, Byung-Mu. Kim, Yung Suk; Kim, Jin-Ho , 编. . Wipf and Stock Publishers. 2013. ISBN 978-1-62189-876-4 （英语）.
- Ahn, Byung-Mu. . Vandenhoeck & Ruprecht. 1986. ISBN 978-3-525-56324-3 （德语）.
- Ahn, Byung-Mu. . Verlag nicht ermittelbar. 1965 （德语）.